# گل‌سپاسی سفید
گل‌سپاسی سفید (نام علمی: Gentiana alba) نام یک گونه از سرده گل‌سپاسی است.